# Сучасна Синя Борода
«Сучасна Синя Борода» (ісп. El moderno Barba Azul) — американська фантастична кінокомедія Хайме Сальвадора 1946 року з Бастером Кітоном в головній ролі.

## Сюжет
Герой Кітона - солдат Другої світової, вцілілий після краху літака. Він дрейфує по Тихому океану на маленькому рятувальному плоту не підозрює, що поки він був у морі, війна вже закінчилася. І коли він висаджується на берег, він вважає, що ступив на землю Японії. Однак місцева поліція помилково приймає його за серійного вбивцю. Кітона садять в камеру разом із ще одним, «більш дрібним» правопорушником (він «всього лише» кілер), і потім місцеві тюремники передають цих двох групі вчених як «добровольців» для участі в експериментальному польоті на Місяць.

## У ролях
- Бастер Кітон
- Луїс Баррейро
- Гільєрмо Браво Соса
- Педро Ельвіро
- Енджел Гараса
- Рамон Лерей
- Хорхе Мондрагон
- Хосе Еліас Морено
- Ігнасіо Пеон
- Оскар Пулідо